# 宗像隆幸
宗像隆幸（日语：／ Munakata Takayuki，1936年—2020年7月6日）是日本人台灣獨立運動家，漢名宋重陽。大學時代結識台灣留學生，因而投入台灣獨立運動，曾幕後策畫彭明敏救援行動。

## 生平
宗像隆幸於1936年出生於鹿兒島縣鹿兒島市，為家中唯一男子。大學時就讀明治大學。據宗像隆幸自述，大學時代除了考試日以外就絕少到大學上課，每天晚上也都讀自己喜歡的書。1959年，台灣留學生許世楷住進東京文京區的家庭學生公寓，攻讀大學院（相當於臺灣的研究所），許世楷每晚都挑燈苦讀，而白天的學生公寓只剩宗像隆幸與許世楷，兩人相熟之下，開始關注臺灣。:1-5
與許世楷認識隔年（1960年），日本爆發「反安保抗爭」。當時許世楷已經移居目黑區駒場的留學生會館，宗像隆幸搬到另一處家庭學生公寓。由於受到示威活動影響，大學停止上課。同住的學生中，不關心政治者往往在外逛來逛去或搓麻將，宗像隆幸雖對政治有點關心，但對安保活動冷眼旁觀，因此整日與不關心政治的學生搓麻將。:5當時有學運活躍者來學生公寓，勸其參與示威活動。當時他們口徑一致說如果不粉碎安保條約，日本一定會被捲入美國帝國主義的勢力圈。然而當宗像隆幸反問《新安保條約》中其實日本或美國可經單方面通告，一年之後就得以廢除。反對新安保現時不平等條約不是要永遠延續下去時，學生活動分子卻只發表反對演說。宗像隆幸發現學生活動分子對《安保條約》也不真正了解，其時舊條約只有五條，新條約十條，不需十分鐘就可以讀完。宗像隆幸認為學生和勞動階級是受到大眾媒體傳播之下參加示威活動，目的只想拉下被視為「戰犯」的岸信介內閣。宗像隆幸雖然不支持岸政權，但也不願隨別人笛聲起舞，因此對安保鬥爭始終抱持旁觀態度。:5-6在此情形下，有天宗像隆幸前往留學生會館拜訪許世楷，許世楷將《臺灣青年》小冊擺在他面前，表示臺灣人留學生搞起獨立運動了。宗像隆幸認為「迥異於虛虛實實的日本安保鬥爭，雖然臺灣目前正處於不幸狀態，但有大志的臺灣青年卻有真正值得賭命去幹的大事業！我實在由衷地羨慕他們。」最後宗像隆幸參與了臺灣獨立運動。:7
1961年春，宗像隆幸自明治大學經營學部畢業，7月，在許世楷介紹下，前往豐島區千早町王育德的自宅，負責刊『台灣青年』的編集。宗像隆幸編輯的第一本《臺灣青年》是1961年8月發行的第九期。:8-9當時台灣青年社以王育德自宅二樓書房兼編輯社。宗像隆幸並參加台灣青年社，當時參加者除許世楷外，亦有黃昭堂。宗像隆幸1985年至2002年停刊為止，擔任該雜誌的編集長。
1970年，成功協助彭明敏脫出台灣前往瑞典，同年起，擔任台灣獨立建國聯盟日本本部中央委員。後歷任國際特赦組織日本支部理事、台灣獨立建國聯盟日本本部顧問等。
2020年，於東京辭世。

## 著作一覽
（）內是台版

### 單著
- 『ロシア革命の神話―なぜ全体主義体制が生まれたか』 自由社 1987年
- 『台湾独立運動私記―三十五年の夢』 文芸春秋 1996年（台灣獨立運動私記：三十五年之夢、前衛出版）
- 『存亡の危機に瀕した台湾―中国は台湾を併合すれば、日本を属国にする』 自由社 2006年（瀕臨危急存亡的台灣、前衛出版）
- 『台湾建国―台湾人と共に歩いた四十七年』 まどか出版 2008年（台灣建國：和台灣人共同走過的四十七年、前衛出版）

### 共著
- 『新しい台湾―独立への歴史と未来図』 弘文堂 1990年 王育德・宗像隆幸
- 『台湾独立建国運動の指導者 黄昭堂』 自由社 2013年 宗像隆幸・趙天德 編譯